# Giorgio Vanzetta
Giorgio Vanzetta (Cavalese, 9 de octubre de 1959) es un deportista italiano que compitió en esquí de fondo. Su hermana Bice también compitió en esquí de fondo.
Participó en cinco Juegos Olímpicos de Invierno, entre los años 1980 y 1994, obteniendo en total cuatro medallas, tres en Albertville 1992, plata en el relevo (junto con Giuseppe Puliè, Marco Albarello y Silvio Fauner) y bronce en 15 km persecución y 50 km, y oro en Lillehammer 1994, en el relevo (con Maurilio De Zolt, Marco Albarello y Silvio Fauner).
Ganó dos medallas de plata en el Campeonato Mundial de Esquí Nórdico, en los años 1985 y 1993.

## Palmarés internacional
| Juegos Olímpicos   | Juegos Olímpicos      | Juegos Olímpicos  | Juegos Olímpicos  |
| Año                | Lugar                 | Medalla           | Prueba            |
| ------------------ | --------------------- | ----------------- | ----------------- |
| 1992               | Albertville (Francia) | Medalla de plata  | Relevo 4 × 10 km  |
| 1992               | Albertville (Francia) | Medalla de bronce | 15 km persecución |
| 1992               | Albertville (Francia) | Medalla de bronce | 50 km             |
| 1994               | Lillehammer (Noruega) | Medalla de oro    | Relevo 4 × 10 km  |
| Campeonato Mundial |                       |                   |                   |
| Año                | Lugar                 | Medalla           | Prueba            |
| 1985               | Seefeld (Austria)     | Medalla de plata  | Relevo 4 × 10 km  |
| 1993               | Falun (Suecia)        | Medalla de plata  | Relevo 4 × 10 km  |